# (8397) Chiakitanaka
(8397) Chiakitanaka est un astéroïde de la ceinture principale.

## Description
(8397) Chiakitanaka est un astéroïde de la ceinture principale. Il fut découvert le 8 décembre 1993 à Kiyosato par Satoru Ōtomo. Il présente une orbite caractérisée par un demi-grand axe de 2,59 UA, une excentricité de 0,17 et une inclinaison de 12,9° par rapport à l'écliptique.

## Compléments